# Gerhard Schulz (arbitre)
Pour les articles homonymes, voir Gerhard Schulz et Schulz.
Gerhard Schulz, né à Dresde, est un ancien arbitre allemand puis est-allemand des années 1930 à 1950, qui fut affilié à Dresde puis à Berlin. Il fut arbitre assisant lors d'un match international (Tchécoslovaquie-Roumanie 2-0, le 14 juin 1953), comptant pour les éliminatoires de la Coupe du monde 1954 puis officia un match des éliminatoires de la Coupe du monde 1958 en tant qu'arbitre principal (Danemark-Irlande 0-2).

## Carrière
Il a officié dans des compétitions majeures : 
- Championnat de RDA de football 1949 (finale) ;
- Coupe de RDA de football 1949-1950 (finale) ;
- Coupe de RDA de football 1954-1955 (finale).